# Gammaflits

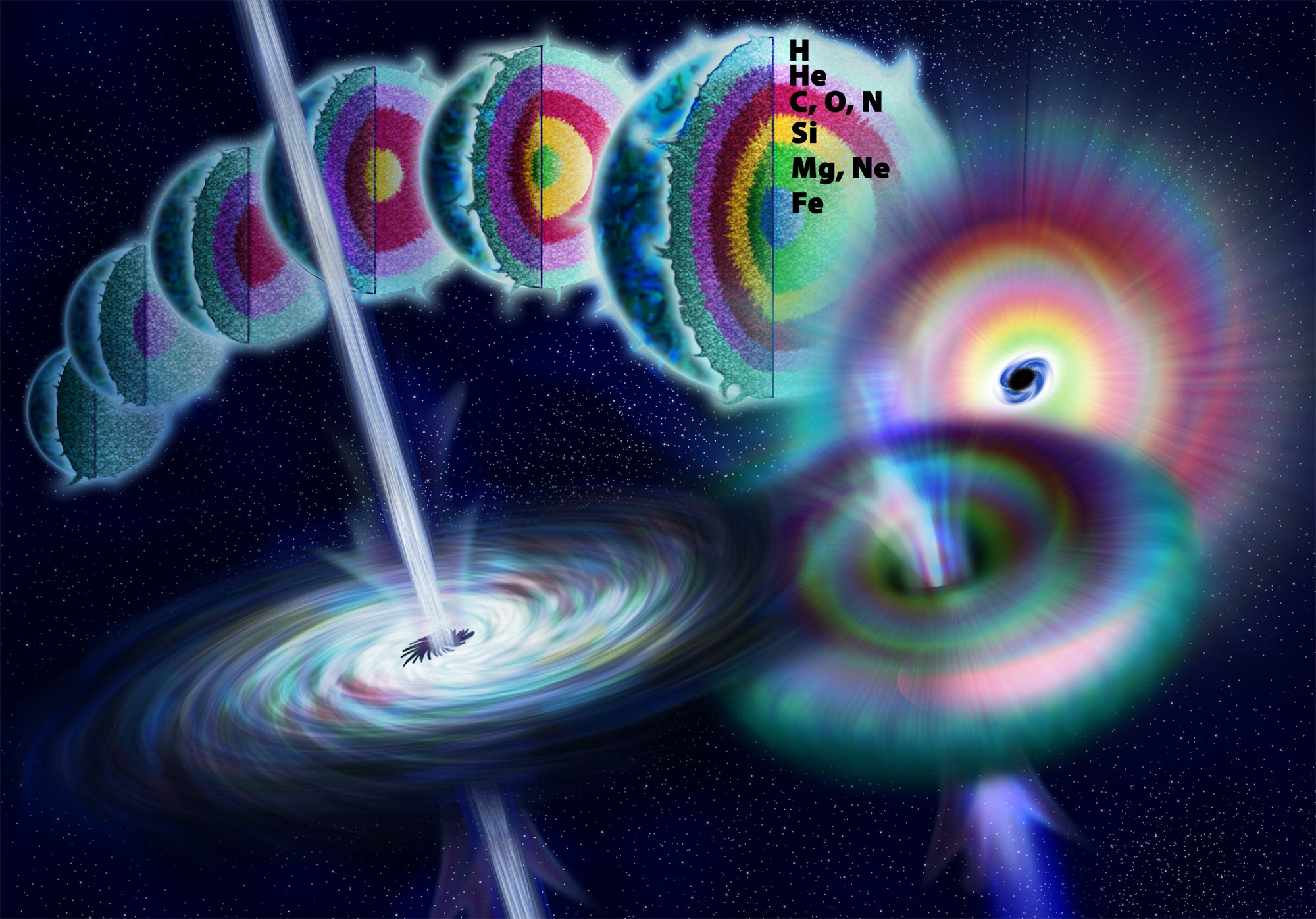
Verbeelding van een gammaflits door de ineenstorting van een zware ster (hypernova). Tijdens het leven van een zware ster zorgt kernfusie voor de omzetting van lichte elementen (waterstof (H), helium (He), enzovoorts) in zware elementen tot aan ijzer (Fe)- zie de gekleurde schillen in de figuur. Als de kernfusie niet meer genoeg tegendruk biedt tegen de zwaartekracht, stort de ster in tot een zwart gat. De ineenstorting leidt langs de draaiingsas van de ster tot een supersnelle (relativistische) schokgolf, die voor ons zichtbaar wordt als een langdurige gammaflits. (Afbeelding: Nicolle Rager, National Science Foundation.)

Een gammaflits of gamma-ray burst (GRB) is een heftige uitbarsting van hoogenergetische gammastraling en duurt van enkele milliseconden tot enkele minuten. Men heeft geconcludeerd dat de waargenomen gammaflitsen afkomstig waren van verre sterrenstelsels. Tijdens de flits is de energie-uitstoot honderden malen meer dan de straling die afkomstig is van een supernova-uitbarsting.
Men neemt aan dat de meeste waargenomen GRBs twee smalle (2 tot 20 graden) bundels straling (ook wel jets genoemd) uitzenden in tegengestelde richtingen, waarvan er één toevallig in onze richting is. Dit betekent enerzijds dat er veel soortgelijke gebeurtenissen plaatsvinden die we niet waarnemen omdat geen van beide bundels naar ons toe gericht is, en dat we anderzijds bij een gegeven hoeveelheid totale stralingsenergie relatief veel energie opvangen als een van de bundels toevallig wel in onze richting is.
Tot omstreeks 2003 waren de flitsen een mysterie in de astronomie - meer dan honderd theorieën waren ter verklaring bedacht. Hoewel veel details nog ter discussie staan, zijn onderzoekers het de laatste jaren grotendeels eens geworden over het volgende beeld:
- korte gammaflitsen (korter dan 2 seconden) ontstaan door samensmelting van
  - twee neutronensterren of
  - een neutronenster en een zwart gat
- lange gammaflitsen (langer dan 2 seconden) komen door de ineenstorting van een zware ster (hypernova-explosies).

In beide gevallen is het eindresultaat een zwart gat.
GRBs gloeien na in röntgenstraling, zichtbaar licht en radiostraling. De positie van een GRB kan bepaald worden met de röntgenstraling, die snel na het begin van de GRB optreedt.
De aardatmosfeer absorbeert gammastraling uit de ruimte, dus ook gammaflitsen. Ze zijn dus vanaf het aardoppervlak niet waar te nemen. Waarnemingen hiervan vinden daarom plaats vanuit satellieten.
Het kan belangrijk zijn om de waarneming van een gammaflits in realtime door te geven aan andere observatoria zodat men zijn waarnemingen tegelijk of kort erna kan concentreren op het betreffende deel van de hemel, en zo de gammaflits of verwante fenomenen kan waarnemen.

## Geschiedenis

### Kernexplosies?

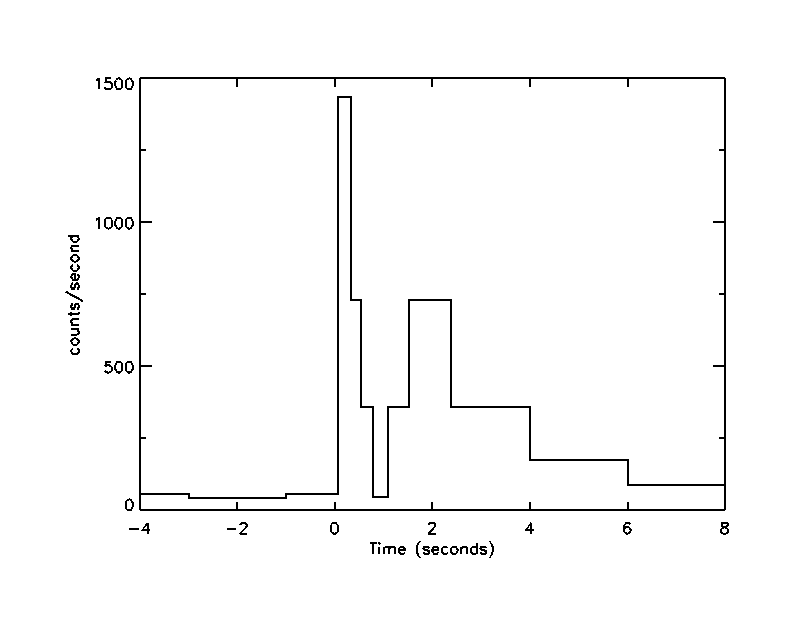
de eerste waargenomen gammaflits (2 juli 1967)

De eerste flitsen werden eind jaren zestig waargenomen door militaire kunstmatige satellieten, de Vela-satellieten. Doel van die satellieten was het waarnemen van kernexplosies op aarde, waar gammastraling bij vrij kwam. Door die satellieten werd ontdekt dat er uit het heelal ook zulke straling komt, vanaf zeer grote afstand, maar zo hevig dat deze toch nog waarneembaar was. De eerste GRB waarover gepubliceerd werd was GRB700822 (notatie voor de flits van 22 augustus 1970) die door drie Vela-satellieten was waargenomen.
In de jaren zeventig werd met telescopen voor zichtbaar licht naar de plaatsen aan de hemel gekeken waar de gammaflitsen vandaan leken te komen, maar er werd daar niets bijzonders waargenomen. Dit was ook onbegonnen werk omdat de locatie van de bronnen aan de hemel toen meestal bijzonder slecht bepaald kon worden.

### BATSE

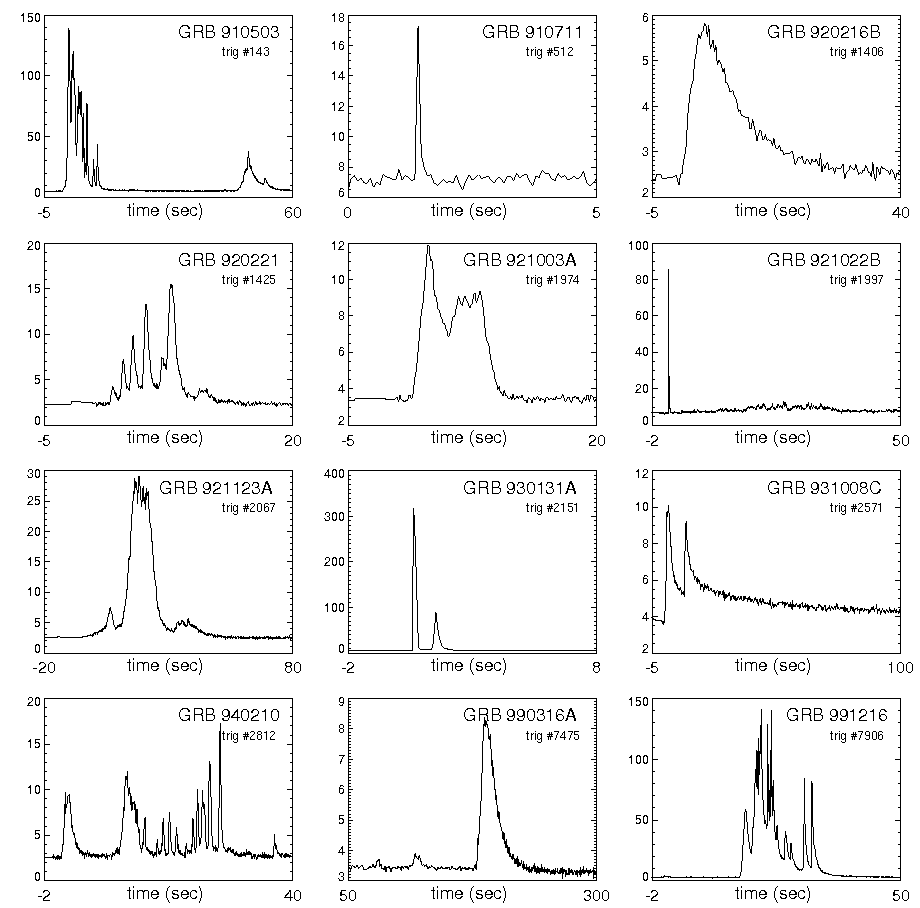
Lichtkrommes waargenomen door BATSE (grafieken van de sterkte van de gammastraling van een uitbarsting tegen de tijd).

Pas in de jaren negentig lukte het om met het Compton Gamma Ray Observatory beter onderzoek te doen. Een van de instrumenten aan boord van de satelliet was het Burst And Transient Source Experiment (BATSE). Daarmee kon de locatie van de gamma-uitbarstingen aan de hemel met een precisie van een paar graden worden bepaald. Hiermee kon een bron aan de hemel nog steeds niet teruggevonden worden. Per dag detecteerde BATSE twee tot drie gammaflitsen. Een paar seconden later werd de benaderde positie en sterkte van de flits via internet aan onderzoekers over de hele wereld doorgegeven.
Er bleken twee soorten GRBs te zijn: korte en langdurige flitsen. Verder waren de flitsen willekeurig over de hemel verspreid. Dat betekende dat ze niet uit het melkwegstelsel kwamen maar van verder weg in het heelal. De uitbarstingen moesten daarom afkomstig zijn van extreem hoogenergetische processen.

### BeppoSAX
In 1996 werd de Italiaans-Nederlandse satelliet BeppoSax gelanceerd. Met behulp daarvan kon de positie aan de hemel van het nagloeien van een GRB worden waargenomen. Dit gebeurde met röntgencamera's met een groot gezichtsveld: de Wide Field Camera's (WFC's) van het Nederlandse SRON-instituut voor ruimteonderzoek. Aanvankelijk werden de eerste GRBs gevonden door achteraf te zoeken naar een röntgenuitbarsting gezien met een WFC, die in tijd en benaderde positie samenviel met een GRB die BATSE via internet gemeld had. De positie van de röntgenuitbarsting in de WFC kon met een precisie van ongeveer 3 boogminuten worden bepaald, eindelijk goed genoeg voor vervolgwaarnemingen. Toen de gammadetector (Gamma-ray burst monitor, GRBM) op BeppoSAX zelf later beter afgesteld werd, was de vergelijking met een waarneming van GRB door BATSE niet meer strikt nodig: een gelijktijdige uitbarsting in röntgen- en gammastraling in WFC en GRBM wees op een gammaflits.

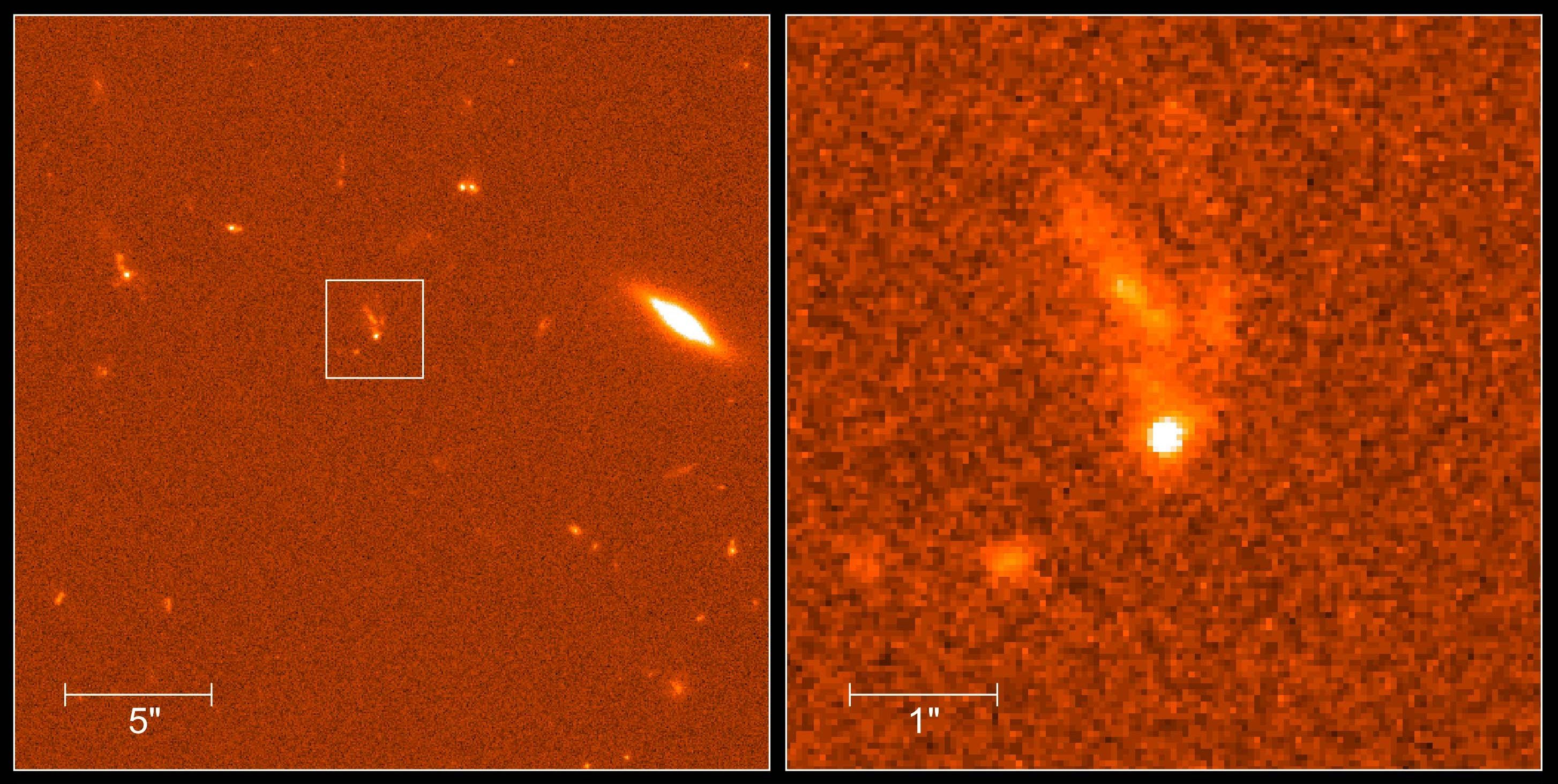
Nagloeien van GRB990123 in zichtbaar licht, waargenomen met de Hubble Space Telescope.

Op 28 februari 1997 detecteerde BeppoSAX GRB970228, waarvan een nauwkeurige positie werd bepaald dankzij de röntgenuitbarsting gezien met de Wide Field Camera's. De coördinaten werden door Italiaanse astronomen en Nederlandse SRON-onderzoekers van de satelliet doorgegeven aan de onderzoeksgroep van prof. dr. Jan van Paradijs, die juist meettijd had voor de optische William Herschel-telescoop op La Palma. Daar werd een zwakker wordende lichtbron gezien, terwijl vanuit de ruimte BeppoSAX met röntgentelescopen een nagloei in röntgenlicht waarnam. Deze waarnemingen resulteerden in diverse artikelen in het Engelse tijdschrift Nature (29 mei en 19 juni 1997).
Van Paradijs en het BeppoSax-team kregen hiervoor de Bruno Rossi-prijs, die jaarlijks door de American Astronomical Society wordt toegekend. Met allerlei telescopen, op aarde en in de ruimte, werd het nagloeien van GRB970228 gevolgd (ASCA, de Keck telescoop, Hubble Space Telescope, radiotelescopen enzovoorts). De conclusie was, dat het ging om een explosie in een ver sterrenstelsel (roodverschuiving z = 0,695).
In 2002 werd een Europese Descartesprijs toegekend voor het verdere onderzoek.

### Opvolgers

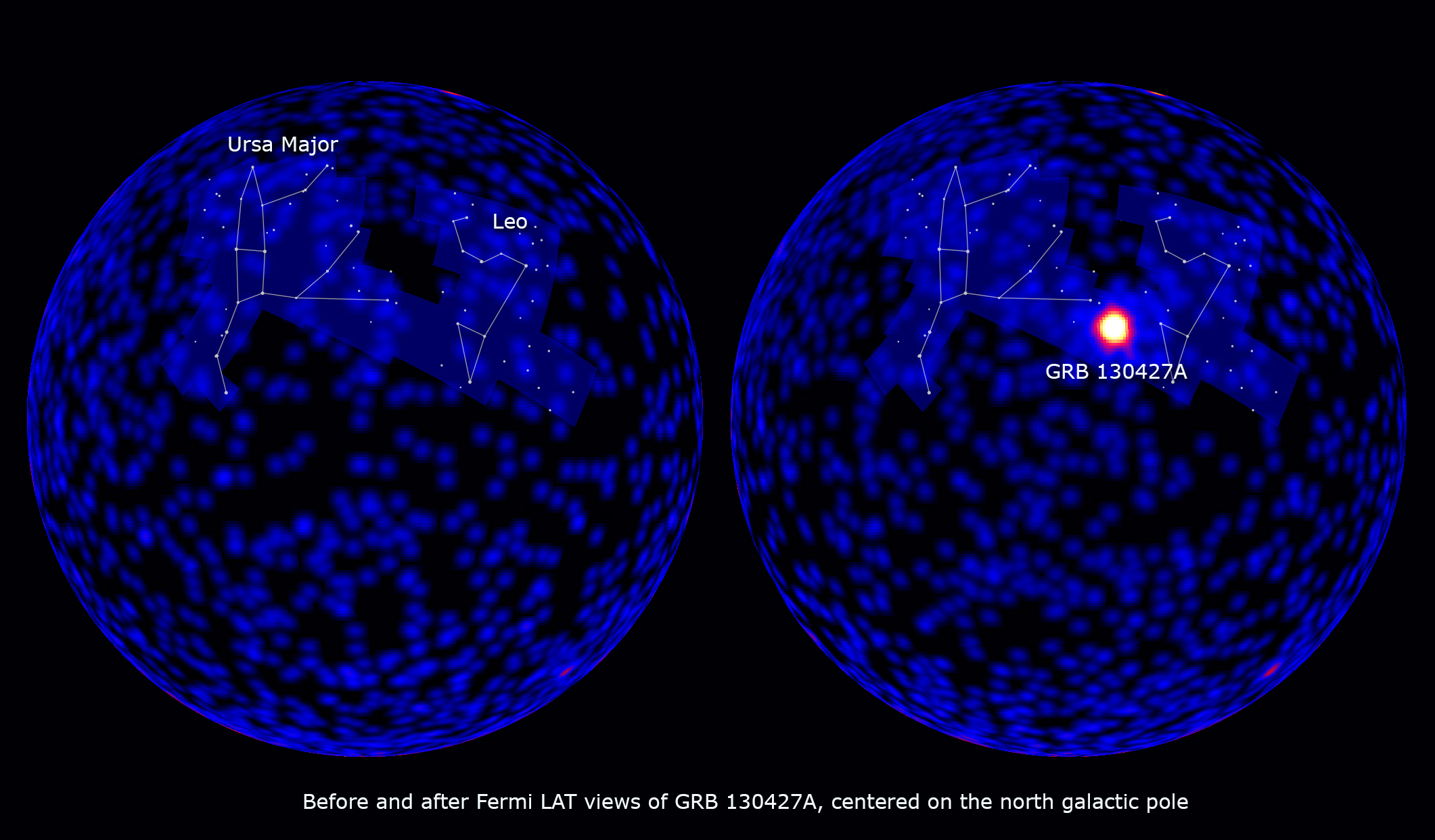
Fermi-waarneming van GRB 130427A - voor en na

De rol van BeppoSAX - die in 2002 verbrandde in de atmosfeer - als plaatsbepaler van GRBs werd overgenomen door de satellieten HETE-2, Swift en Fermi. Op 27 april 2013 werd door zowel Fermi als Swift GRB 130427A waargenomen, een uitzonderlijk sterke gammaflits van 94 GeV per foton die enkele uren aanhield.
Op 9 oktober 2022 werd GRB221009A waargenomen, de meest krachtige gammaflits tot dat moment, met een maximale energie van 18 TeV.